# George Edward Post
George Edward Post (17 de diciembre de 1838 - 1 de abril de 1909) fue un médico, y botánico estadounidense.
Escribió la primera versión de la flora del Medio Oriente, en 1896, mientras era profesor de cirugía, y misionero, en el "Colegio Protestante de Siria", en Beirut (hoy Universidad Americana de Beirut (AUB); y sus propias colecciones, así como otros especímenes obtenidos mediante el intercambio, se hallan en el herbario UAB, en Beirut .
Fue un prolífico escritor, publicando ampliamente en las áreas de Historia natural, medicina, y teología y formalmente describió 221 taxas, que aparecieron en Plantae Postianae, una serie de publicaciones unidas al herbario Boissier de Ginebra, y en "Linnean Society J."

## Honores

### Epónimos
- (Asteraceae) Postia Boiss. & Blanche[4]

## Algunas publicaciones

### Libros
- 1878. The botanical geography of Syria and Palestine. 50 pp.
- 1885. Notes on the meteorology of Syria and Palestine: Being a paper read before the Victoria Institute or, Philosophical Soc. of Great Britain. 12 pp.
- 1888. The botanical geography of Syria and Palestine. 46 pp.
- 1888b. Diagnoses Plantarum Novarum Orientalium. Journ Linn Soc Bot 24: 419-441
- 1890. Plantae Postianae I. 14 pp. Lausanna
- 1891. Plantae Postianae II. 23 pp. Lausanna
- 1892. Plantae Postianae III. 19 pp. Lausanna
- 1892b. Plantae Postianae IV. 12 pp. Lausanna
- --------, Autran, e. 1893. Plantae Postianae V. 18 pp. Bull. Herb. Boiss. 1: 1-18
- --------, --------. 1893b. Plantae Postianae VI. 19 pp. Bull. Herb.Boiss. 1: 393-411
- --------, --------. 1895. Plantae Postianae VII. 18 pp. Bull. Herb. Boiss. 3: 150-167
- --------. 1896. Flora of Syria, Palestine and Sinai. A handbook of the flowering plants and ferns, native and naturalized from the Taurus to Ras Muhammad and from the Mediterranean Sea to the Syrian Desert. Beirut: Syrian Protestant College. 911 pp.
- --------, --------. 1897. Plantae Postianae VIII. 7 pp. Bull. Herb. Boiss. 5: 755-761.
- --------, --------. 1899. Plantae Postianae IX. 16 pp. Bull. Herb. Boiss. 8: 146-161
- --------. 1900. Plantae Postianae X. 14 pp. Bull. Herb. Boiss. 18:89-102
- 1900b. Missionary and college work in the Holy Land. 16 pp.
- La abreviatura «Post» se emplea para indicar a George Edward Post como autoridad en la descripción y clasificación científica de los vegetales.[5]